# Xawery Dunikowski

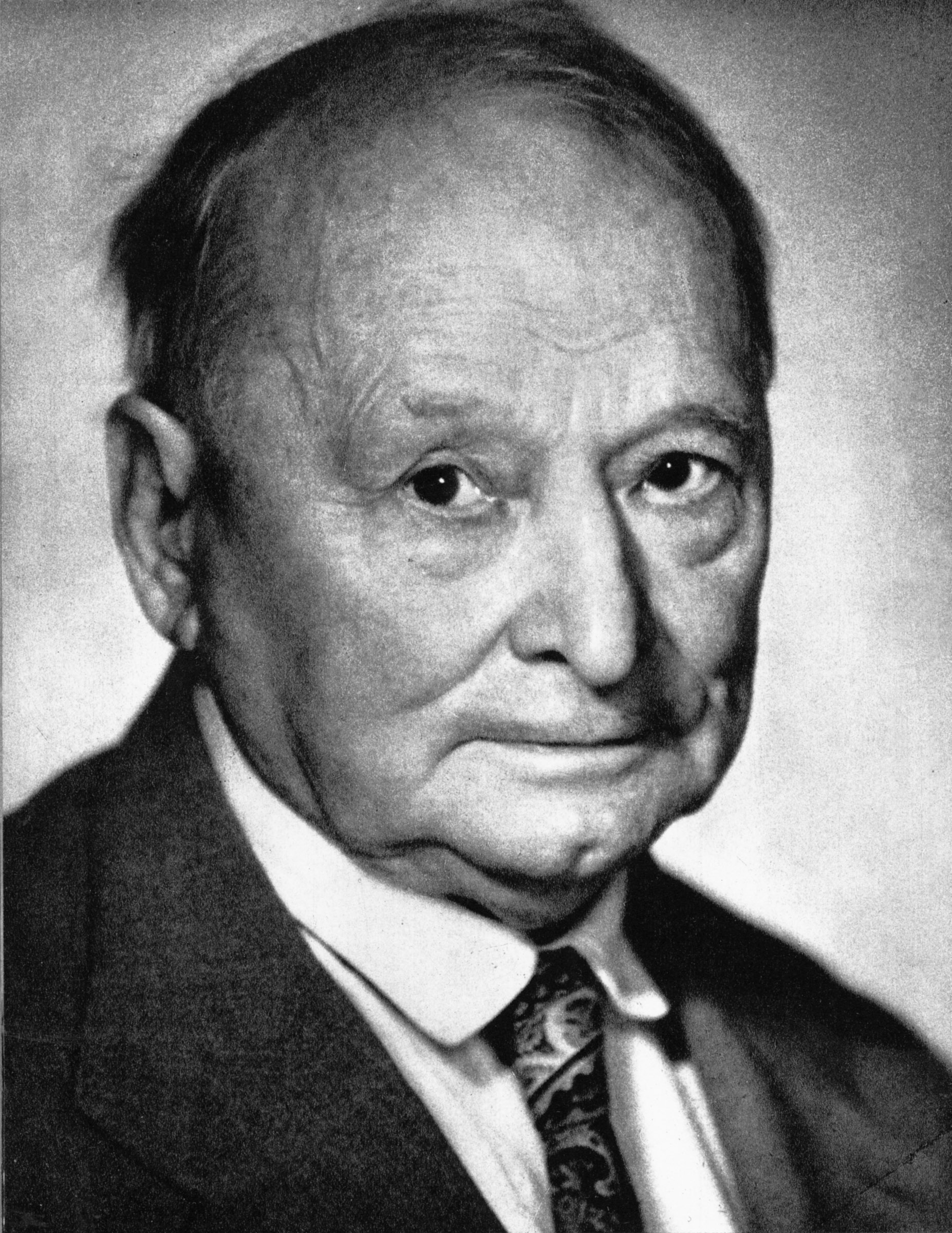
Xawery Dunikowski

Xawery Dunikowski (auch Xaver Dunikowski; * 24. November 1875 in Krakau, Österreich-Ungarn; † 26. Januar 1964 in Warschau) war ein polnischer Bildhauer.

## Leben
Dunikowski wurde in der Floriańska-Straße Nr. 21 in Krakau geboren und zog um 1887 mit seinen Eltern nach Warschau. Er begann um 1894 eine Ausbildung in Bildhauerei im Atelier von Bolesław Syrewicz (1835–1899) und Leopold Wasilkowski (1865/1866–1929) und im Jahr 1896 ein Kunststudium bei Alfred Daun (1854–1922) und Konstanty Laszczka (1865–1956) an der Akademie der Bildenden Künste Krakau. Noch während des Studiums erhielt er 1897/1898 eine Bronzemedaille und 1898/1899 für die Porträtbüste von Henryk Szczygliński eine Goldmedaille. Er erhielt unter der Bedingung Krakau nicht zu verlassen ein vierjähriges Stipendium aus der Stiftung von Dr. Franciszek Urbański und setzte von 1899 bis 1903 sein Studium bei Laszczka fort. Seit 1902 stellte er seine Werke in Krakau und Warschau aus. Im Anschluss an eine Italienreise wurde er 1905 zum Professor der Bildhauerkunst an der Warschauer Kunstschule ernannt. Er soll 1905 den Maler Wacław Pawliszak erschossen haben. 1908 trat er der Gesellschaft polnischer Künstler „Sztuka“ bei und erhielt 1909 ein Stipendium der Warschauer Gesellschaft zur Förderung der bildenden Künste (Zachęta). 1910 ließ er sich wieder in Krakau nieder, wo er seinen ersten Großauftrag ausführte, die Verzierung des Portals der Kirche des Heiligen Herzens Jesu in der Kopernika-Straße. 1912 wurde Dunikowski zum Vorsitzenden der Künstlervereinigung ernannt. Im Jahr 1914 reiste er nach Frankreich und 1920 bot ihm Adolf Szyszko-Bohusz, der Rektor der Krakauer Kunstakademie eine Stellung als Professor für Bildhauerei an. Am 18. März des Jahres spendete er der Wawelkollektion 24 seiner Skulpturen aus der frühen Phase seines Schaffens. 1923 schloss er sein Pariser Atelier, besuchte die französische Hauptstadt jedoch 1924 und 1925. In der Zwischenkriegszeit schuf Dunikowski in Krakau mehrere Werke, unter anderem das Denkmal des Krakauer Bürgermeisters Joseph Dietl.
Nach dem deutschen Überfall auf Polen im Jahr 1939 wurde er verhaftet und ab 1940 im KZ Auschwitz (polnisch Oświęcim) interniert, wo er bis zur Befreiung blieb. Nach dem Krieg arbeitete er freischaffend und erhielt mehrfach offizielle Aufträge der polnischen Regierung. Dunikowskis Stil der Nachkriegszeit war von monumental-realistischen Porträtbüsten und propagandistischen Denkmälern geprägt. Von 1946 bis 1955 war er Professor an der Akademie der bildenden Künste Krakau und ab 1955 an der Akademie der Bildenden Künste Warschau. Er war auch mit der Staatlichen Hochschule für Bildende Kunst in Breslau verbunden. 1963 vermachte er seine Werke und Sammlungen der Polnischen Volksarmee.

## Werke (Auswahl)
- 1900: Mütterlichkeit
- 1904: Odem und Fatum
- 1906: Eine Reihe von Statuen, die die Stadien der Schwangerschaft einer Frau nachbilden
- 1916–1917: Grabplatte Boleslaus’ des Kühnen
- Denkmal der Dankbarkeit an die Rote Armee. (heutige Bezeichnung "Denkmal der Befreiung der Ermländischen und Masurischen Gebiete"). Allenstein/Olsztyn
- 1955: Denkmal für die Aufstände in Oberschlesien auf dem Góra Świętej Anny
- Köpfe aus dem Zyklus „Polnisches Pantheon“

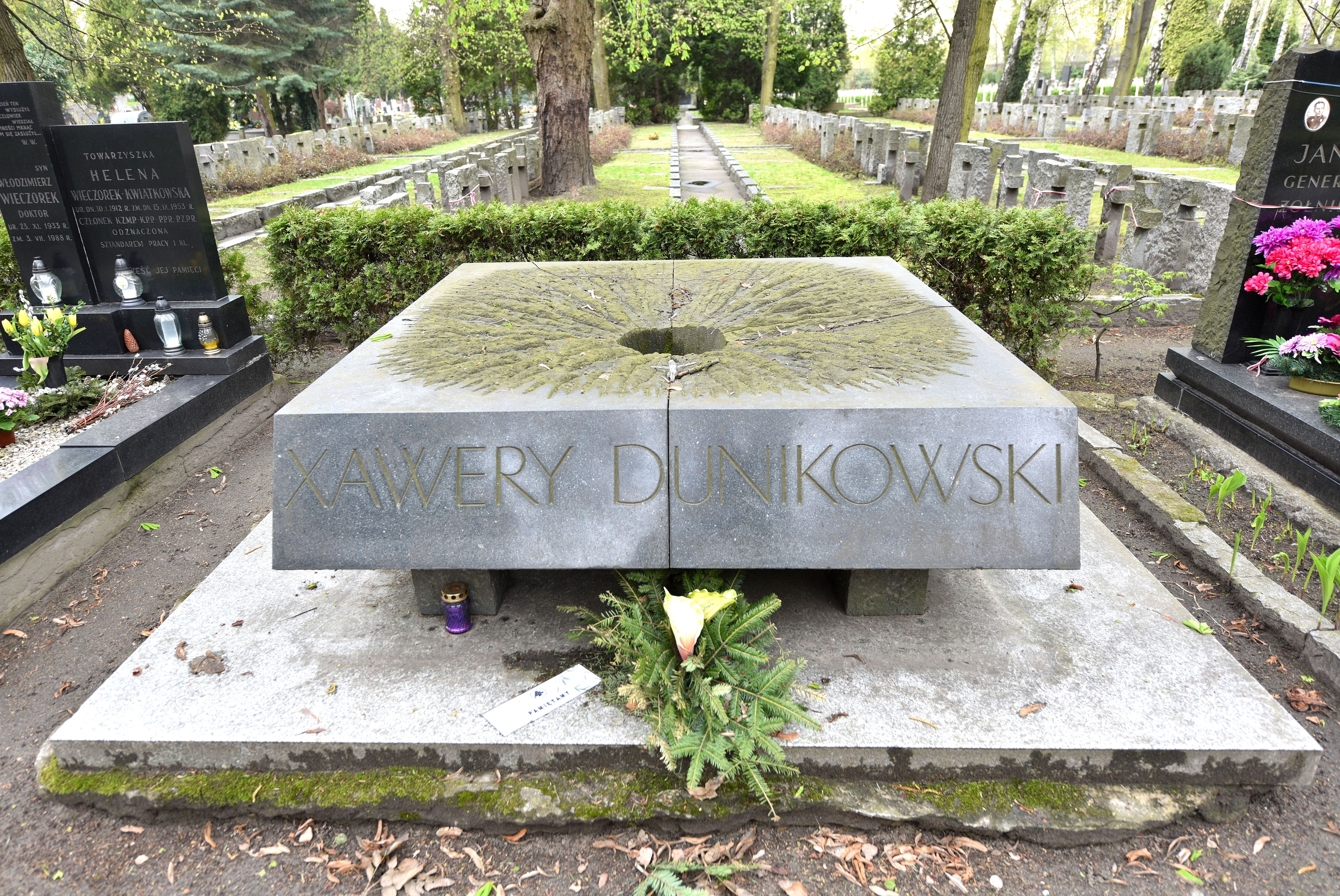
Grab von Xawery Dunikowski in Warschau
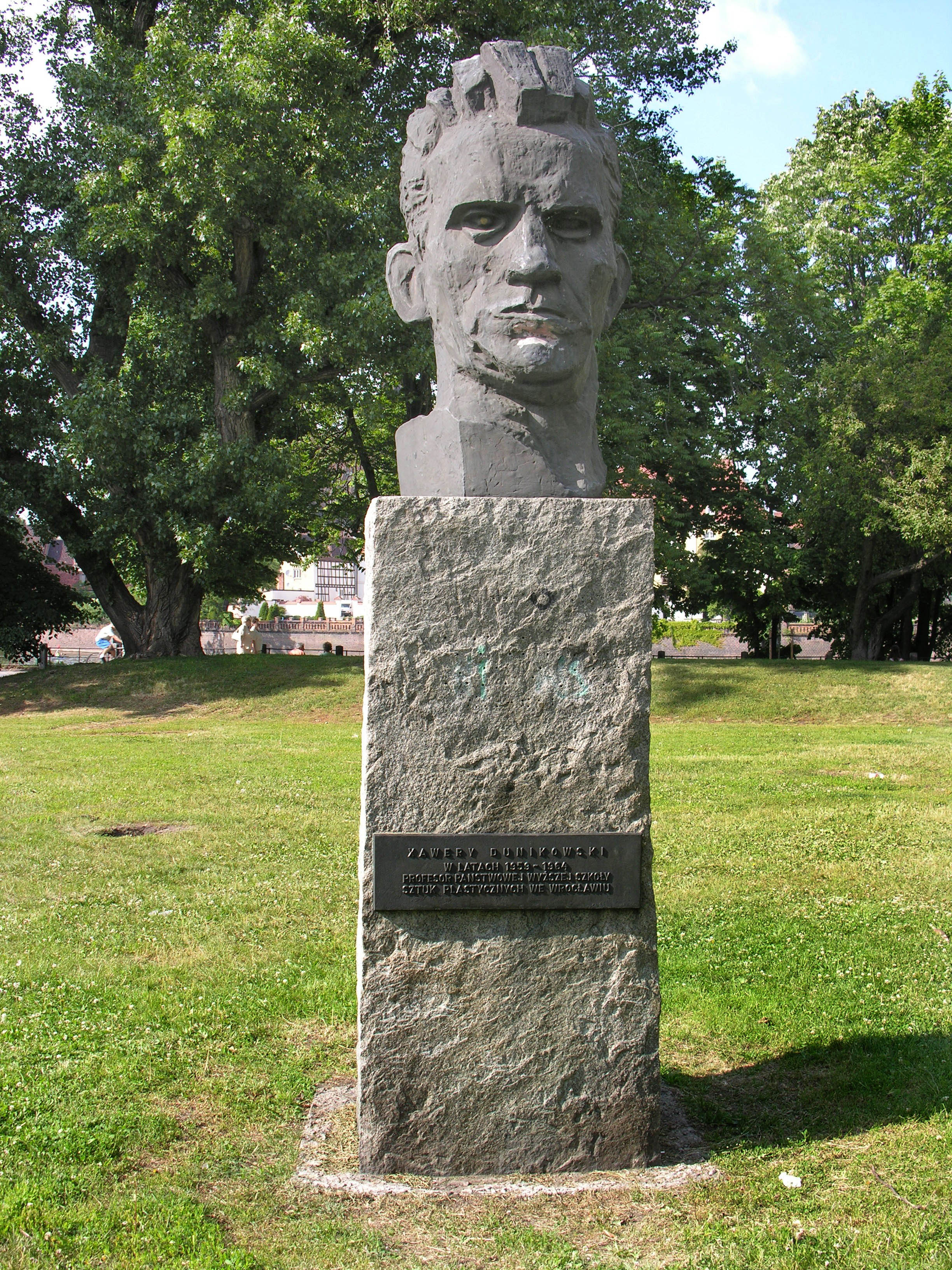
Von Dunikowski geschaffene Büste eines Arbeiters in Breslau
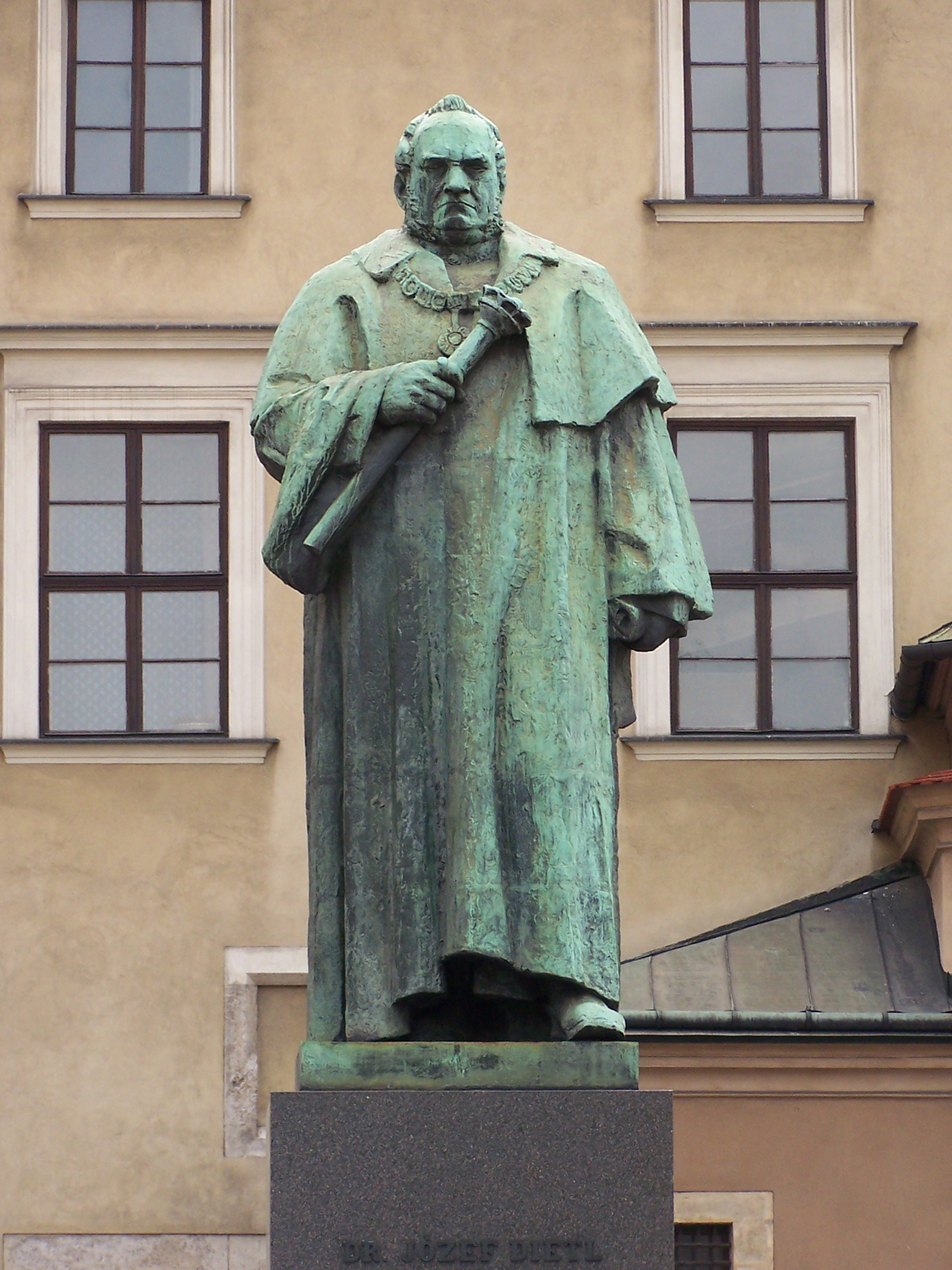
Denkmal des Bürgermeisters Josef Dietl in Krakau (1936)
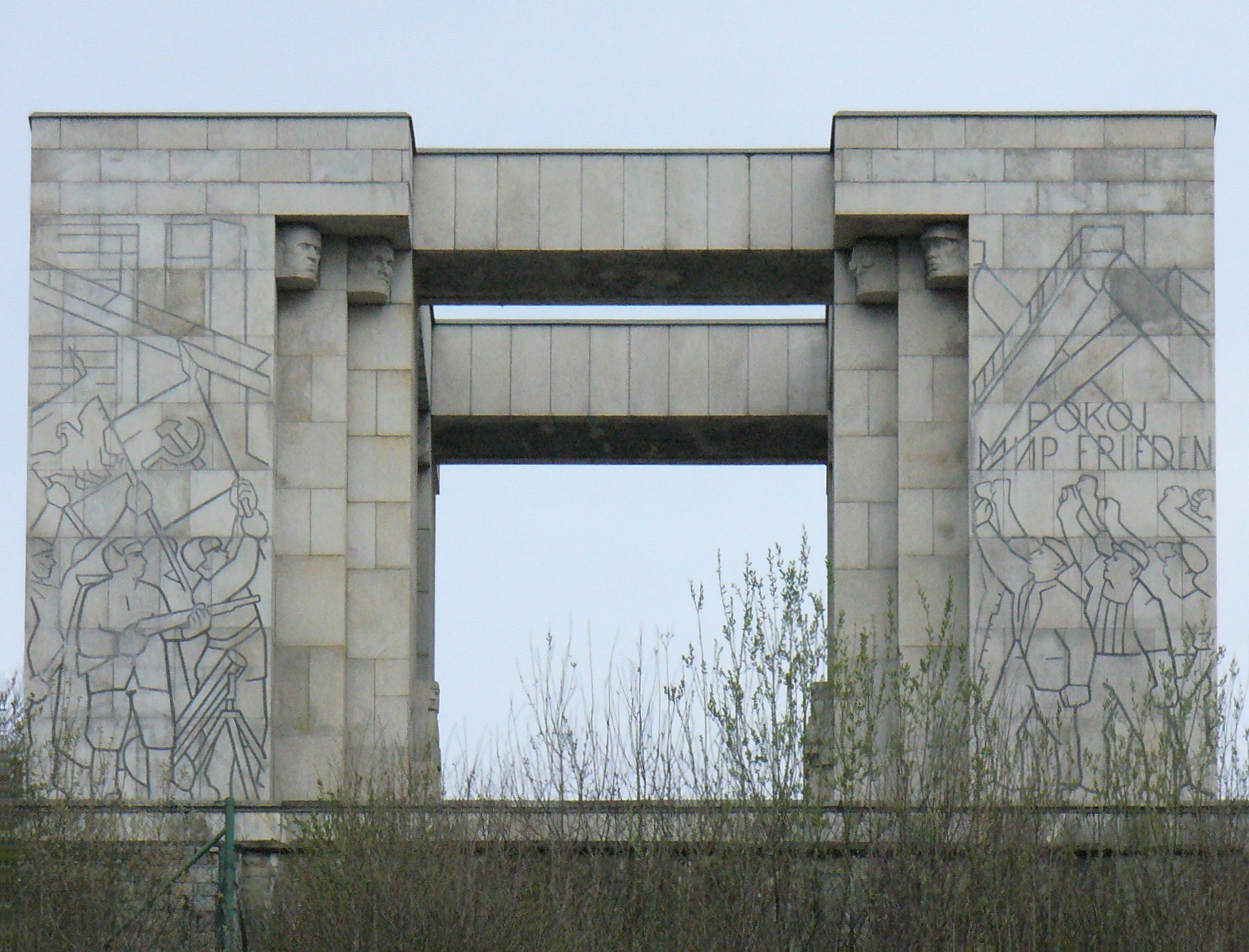
Das Annaberg-Denkmal (1955)

## Ehrungen
- 1928: Offizierskreuz des Ordens Polonia Restituta
- 1935: Goldener Lorbeer der Polnischen Literaturakademie
- 1936: Kommandeurskreuz des Ordens Polonia Restituta[3]
- 1948: Kommandeurskreuz mit Stern des Ordens Polonia Restituta[4]
- Im Warschauer Królikarnia-Palast wurde 1965 ein Museum für seine Werke eingerichtet.
- Posthum wurde Ende der 1970er Jahre der Dunikowski Ridge nach ihm benannt, ein Gebirgskamm auf King George Island im Archipel der Südlichen Shetlandinseln in der Antarktis.